# Hold Me, Thrill Me, Kiss Me, Kill Me
«Hold Me, Thrill Me, Kiss Me, Kill Me» es un sencillo lanzado por la banda de Rock irlandesa U2 como parte de la banda sonora de la película Batman Forever, la canción fue un éxito en Estados Unidos, y fue nominada a los MTV Movie Awards.

## Historia
"Hold Me, Thrill Me, Kiss Me, Kill Me" tiene su origen en las sesiones para el álbum de la banda de 1993, Zooropa. Bono la describió como sobre "estar en una banda de rock" y "ser una estrella". El título de la canción proviene de un juego de palabras con la canción clásica Hold Me, Thrill Me, Kiss Me de Mel Carter y de hecho es visible (junto con los títulos de otros temas inacabados) en la portada del álbum Zooropa, escrito en texto morado.
La participación de U2 en la banda sonora de la película Batman Forever comenzó cuando el director de la película, Joel Schumacher, intentó crear un cameo para Bono como su alter ego MacPhisto, personaje creado por Bono durante la gira Zoo TV Tour, en la película, el personaje debía aparecer en una escena de fiesta. Aunque ambos intentaron que la escena se llevara a cabo, llegaron a un acuerdo de que no era adecuada para la película. En su lugar, la banda ofreció "Hold Me, Thrill Me, Kiss Me, Kill Me" como contribución a la banda sonora.
La canción se tocó en directo en todos los conciertos de la gira PopMart como parte del bis y apareció en los 93 conciertos de la gira. No se volvió a tocar hasta la etapa de 2010 de la gira U2 360° Tour, abriendo el segundo bis. A partir de ahí, se mantuvo como parte permanente del bis hasta el final de la gira en 2011.
Durante la gira Experience + Innocence Tour de 2018, se tocó un nuevo "Gotham Experience Remix" de la canción durante un breve intermedio en los conciertos. Remezclado por St Francis Hotel, el tema contiene voces de Gavin Friday y Régine Chassagne de Arcade Fire. En noviembre de 2018, la remezcla fue lanzada en un sencillo de vinilo de 12 pulgadas de edición limitada para el Black Friday Record Store Day, con una remasterización de la canción original en el reverso.

## En directo
La canción fue interpretada en vivo en todos los conciertos del PopMart Tour de 1997-98, iniciándose con unas alarmas de la intro del mix Bad Yard de la canción Lemon, con las batiseñales con la silueta de Macphisto en las pantallas, abriendo paso a la interpretación de la canción. Durante el final de la canción se muestra en la pantalla a Macphisto acicalándose en el espejo con una sonrisa arrogante, y luego, retratos de celebridades problemáticas y trágicas, en el estilo pop art de Andy Warhol, como Charlie Parker, James Dean, Buddy Holly, Billie Holiday, Marilyn Monroe, Patsy Cline, Judy Garland, Jimi Hendrix, Janis Joplin, Jim Morrison, Aladdin Sane (David Bowie), Elvis Presley, Marc Bolan, Nancy Spungen y Sid Vicious, Ian Curtis, John Lennon, Bob Marley, Marvin Gaye, Phil Lynott, Freddie Mercury, Michael Jackson, Kurt Cobain, Tupac Shakur, Michael Hutchence y la versión animada de Macphisto, representado el lado oscuro y corruptor de la fama, del exceso del rock 'n' roll al extremo, referida a la letra de la canción. Volvió en algunos conciertos de U2 360° Tour en 2010 y 2011, alternándose en esta gira con Ultraviolet (Light My Way). Durante el comienzo, Bono susurraria "What time is it in the world?" ("¿Qué hora es en el mundo?") (palabras dichas por Astrobaby antes de la canción) a lo Joker de Heath Ledger, dando paso a la canción. Esta vez no hubo referencias a la lírica de la canción.

## Video musical
El vídeo musical animado de la canción (intercalado con fragmentos de la película) fue dirigido por Kevin Godley y Maurice Linnane[9] y muestra a la banda actuando en Gotham City, con Bono luchando entre dos de sus alter ego de la gira Zoo TV: "The Fly" y "MacPhisto". La banda también persigue al Batwing, utilizando un supercoche amarillo y sus guitarras como lanzallamas. En la secuencia animada también aparecen personajes vestidos como el Acertijo, el Dr. Chase y Dick Grayson, en escenas similares a las de la película.
En un breve momento del vídeo, se puede ver un cartel de neón que dice "Mister Pussey's". En otra escena, se ve a U2 caminando por la calle cuando Bono es atropellado por un coche (conducido por Elvis) mientras lee un ejemplar de Cartas del diablo a su sobrino de C.S. Lewis. La siguiente escena muestra a Bono en el hospital en parada y a punto de morir, cuando un rayo rojo golpea su monitor cardíaco volviendo su piel blanca, su camisa roja y haciendo crecer sus uñas, transformándolo así en MacPhisto. Hace su aparición, aterrorizando a los médicos y a los demás miembros de la banda. El vídeo termina con una orquesta de clones de Batman tocando el outro con cuerdas, y luego una toma desde arriba de MacPhisto transformándose repetidamente en Batman y MacPhisto alternativamente.
La autora, Višnja Cogan, dijo que el vídeo "cristaliza y concluye el periodo de Zoo TV y los cambios que se produjeron" para la banda durante ese tiempo.

## Posición en listas
| Año  | Sencillo                               | Lista                     | Posición |
| ---- | -------------------------------------- | ------------------------- | -------- |
| 1995 | "Hold Me, Thrill Me, Kiss Me, Kill Me" | Australian Singles Chart  | 1        |
| 1995 | "Hold Me, Thrill Me, Kiss Me, Kill Me" | UK Singles Chart          | 2        |
| 1995 | "Hold Me, Thrill Me, Kiss Me, Kill Me" | US Billboard Hot 100      | 16       |
| 1995 | "Hold Me, Thrill Me, Kiss Me, Kill Me" | US Modern Rock Tracks     | 1        |
| 1995 | "Hold Me, Thrill Me, Kiss Me, Kill Me" | US Mainstream Rock Tracks | 1        |
| 1995 | "Hold Me, Thrill Me, Kiss Me, Kill Me" | US Top 40 Mainstream      | 23       |
| 1995 | "Hold Me, Thrill Me, Kiss Me, Kill Me" | Canadá                    | 11       |

- Datos: Q1551964